# Scores (club de strip-tease)
Scores est un club de strip-tease à New York. Dans ses premières années, il est connu pour sa clientèle de célébrités, qui comprend Howard Stern, Russell Crowe et Jason Giambi. À son apogée, il opère dans deux endroits à Manhattan et porte les licences à son nom pour des clubs de strip-tease dans cinq autres villes. Le club est en proie à des problèmes juridiques au fil des ans, notamment du fait de liens avec le crime organisé, du fait d'actes d'évasion fiscale de ses hauts dirigeants et de prostitution au sein du club,.

## Historique
Les clubs ouvrent le 31 octobre 1991 et, jusqu'en décembre 1997, sont principalement dirigés par Michael D. Blutrich. En 1996,  Michael Blutrich, après avoir été impliqué dans une affaire de fraude portant sur 400 millions de dollars en Floride, non liée aux clubs Scores, commence à coopérer secrètement avec les autorités fédérales concernant les allégations d'extorsion de la famille Gambino contre les responsables du club et ses employés. Blutrich plaide finalement coupable à des accusations de fraude en Floride et à des paiements illégaux à la famille Gambino à New York. Il est ensuite impliqué dans les fraudes qui conduisent à l'effondrement de la National Heritage Life Insurance Company (en).
En 1998, Scores dépose une demande de mise en faillite, invoquant 1,7 million de dollars de dettes. Plus tôt cette année-là, après que des gangsters réputés de la famille Gambino aient été inculpés pour des malversations liées à Scores, une nouvelle équipe de direction s'installe. Les nouveaux administrateurs du club attribuent les pertes aux dettes contractées par les anciens dirigeants, en lien avec le crime organisé, et aux coûts de rénovation importants pour se conformer aux nouvelles réglementations de zonage de la ville. 
En 2002, Scores forme un partenariat avec l'éditeur de jeux vidéo Acclaim Entertainment, avec des images des employées du club présentées comme contenu à débloquer dans le titre de sports extrêmes BMX XXX. Le concepteur principal du jeu, Tin Guerrero, postule que la décision d'Acclaim est influencée par la popularité d'Howard Stern, et son statut de mécène de club de haut niveau. Dans le cadre de la campagne marketing du jeu, Acclaim lance un concours "Ms. BMX XXX", dans lequel les candidates ont soumis une photo numérique d'elles-mêmes ou d'une amie, qui est soumise à un vote public. La gagnante est transportée par avion à New York, et escortée à Scores par Gary Dell'Abate et KC Armstrong du Howard Stern Show.
En février 2006, un grand jury de Manhattan se prononce sur des actes d'accusation d'évasion fiscale contre le directeur de Scores Harvey Osher, le directeur général Richard Goldring et un comptable. Le procureur de Manhattan déclare qu'une enquête sur les plaintes des clients pour surfacturation avait révélé un stratagème des managers de Scores impliquant des sociétés écrans, la pression exercée sur certaines strip-teaseuses pour qu'elles donnent des rétrocommissions et la falsification des déclarations de revenus. Goldring plaide coupable et Osher admet également son rôle dans le stratagème. Au moins trois clients ont poursuivi Scores, affirmant que leurs cartes de crédit étaient surfacturées de dizaines, voire de centaines de milliers de dollars. Un client poursuit le club après avoir reçu une facture de 28 000 $ et un autre conteste sa facture de 129 000 $,.
La New York State Liquor Authority prend des mesures coercitives contre Scores en 2008, du fait de la prostitution tolérée par les clubs de l'entreprise. La licence de l'emplacement Scores à Chelsea, à Manhattan, est suspendue pendant deux ans, après que la police secrète a trouvé des femmes vendant des prestations sexuelles dans les arrière-salles et les salons VIP. En 2009, quelques mois après sa fermeture, le Chelsea Scores passe sous une nouvelle direction.
L'emplacement original de Scores, sur East 60th Street à New York, ferme ses portes en décembre 2008 en raison d'une faible activité économique et de la perte de sa licence à Chelsea, ce qui a réduit ses revenus.
En 2014, cinq membres d'un réseau criminel sont inculpés pour avoir drogué des hommes et les avoir amenés à Scores et à un autre club de strip-tease, où ils ont accumulé des factures de centaines de milliers de dollars alors qu'ils étaient frappés d'incapacité. Les procureurs ont déclaré que les femmes recevaient un pourcentage sur les factures accumulées par les hommes. Les propriétaires des clubs n'ont pas été inculpés. L'affaire est devenue la base d'un article dans le magazine New York, qui a été adapté dans le film Hustlers de 2019.